# Головний майстер-старшина
Головний майстер-старшина — найвище військове звання старшинського складу Військово–Морських Сил ЗСУ та Морської охорони України (корабельний склад). Звання введене в Україні Законом №205-IX від 17 жовтня 2019 року.
У Сухопутних військах, Повітряних силах та у інших військах (силах) сухопутного компоненту Збройних Сил України це звання відповідає званню головний майстер-сержант.
Звання головний майстер-старшина у структурі сержантського корпусу Збройних Сил України відповідає посаді головного старшини Військово–Морських Сил ЗСУ, а також посадам головний сержант Генерального штабу ЗСУ та головний сержант ЗСУ, у випадку призначення на них військовослужбовця старшинського складу.

## Історія Звання в Збройних Силах України
Збройні сили України, які утворилися в 1991 році внаслідок здобуття Україною незалежності та виходу зі складу СРСР, перейняли радянський зразок військових звань, а також радянських знаків розрізнення. У тогочасній Українській армії було чотири старшинських звання старшина 2 статті, старшина 1 статті, головний старшина, головний корабельний старшина. У 2005 році було скасовано окрему на той час категорію військовослужбовців «прапорщики та мічмани» і військові звання мічман та старший мічман стали військовими званнями старшинського складу.

### Реформа2016року
У травні 2016 року, під час польових зборів сержантського і старшинського складу ЗСУ на житомирському полігоні Десантно-штурмових військ ЗСУ,  головним старшиною Збройних Сил України була представлена Президенту України оновлена Концепція розвитку професійного сержантського корпусу, яка зокрема передбачала впровадження нового переліку сержантських і старшинських звань. 05.07.2016 року Президентом України був затверджений «Проєкт однострою та знаки розрізнення Збройних Сил України», де серед іншого були розглянуті зміни серед військових звань та нові знаки розрізнення військовослужбовців. Кількість старшинських звань повинна була значно розширитися, так за проєктом кількість старшинських звань налічувала уже сім: старшина,  головний старшина, головний корабельний старшина, штаб-старшина, головний штаб-старшина, майстер-старшина та головний майстер-старшина.
18.07.2017 року виходить наказ Міністерства оборони України № 370 «Про затвердження Зразків військової форми одягу та загальних вимог до знаків розрізнення військовослужбовців та ліцеїстів військових ліцеїв», де частково затверджуються нововведення 2016 року. Так вводилися перехідні знаки розрізнення зі збереженням старих військових звань зразку 1991 року.

### Зміни2019року
В 2019 році Верховна рада України, затвердила законопроєкт, яким скасовувалися звання прапорщик та старший прапорщик, мічман та старший мічман, а також вводилися нові сержантські та старшинські звання. Так до сержантських та старшинських звань увійшли: молодшого сержантського та старшинського складу — молодший сержант / старшина 2 статті, сержант / старшина 1 статті; старшого сержантського та старшинського складу — старший сержант / головний старшина, перший сержант / головний корабельний старшина, штаб-сержант / штаб-старшина; вищого сержантського та старшинського складу — майстер-сержант / майстер-старшина, старший майстер-сержант / старший майстер-старшина, головний майстер-сержант / головний майстер-старшина.

### Реформа2020року
30.06.2020 року виходить наказ Міністерства оборони України № 238 «Про внесення змін до наказу Міністерства оборони України від 20 листопада 2017 року N 606», де фігурують нові старшинські звання та надано опис знаків розрізнення.
4 листопада 2020 року, у зв'язку зі змінами законодавства щодо військових звань вищого офіцерського складу, під час яких військове звання сержантського складу перший сержант було змінено на головний сержант, виходить наказ Міністерства оборони України № 398 «Про затвердження Змін до Правил носіння військової форми одягу та знаків розрізнення військовослужбовцями Збройних Сил України, Державної спеціальної служби транспорту та ліцеїстами військових ліцеїв», де серед іншого надавався опис знаків розрізнення та опис одностроїв, а також надано зображення знаків розрізнення.
До старшинського складу входять військові звання: старшина 2 статті, старшина 1 статті, головний старшина, головний корабельний старшина, штаб-старшина, майстер-старшина, старший майстер-старшина, головний майстер-старшина. Знаки розрізнення побудовані на комбінації шевронів (кутоподібних личок) та дугоподібних личок, які розміщені на погоні. Знаками розрізнення головного майстер-старшини стали один широкий шеврон нижче якого розміщені чотири дугоподібні лички.
На знаках розрізнення військовослужбовців у військовому званні головний майстер-старшина, на час перебування на посаді головного сержанта Збройних сил України розміщують ромбоподібну зірку між широким шевроном та дугоподібною личкою.